# Timbres espagnols d'Andorre 2007
Cet article recense les timbres espagnols d'Andorre émis en 2007 par Correos, la poste espagnole.
Voir aussi Andorre 2007, Timbres français d'Andorre et timbres espagnols

## Généralités
Les timbres portent les mentions en catalan « Principat d'Andorra / Correus espanyols » (Principauté d'Andorre / opérateur postal : « postes espagnoles ») et une valeur faciale en euro (€).
Andorre n'a pas d'administration postale propre : le courrier est pris en charge par les opérateurs postaux espagnols (Correos de España) et français (La Poste). Le transport du courrier au départ de la principauté pour une commune de celle-ci est gratuit ; les timbres espagnols servent donc sur le courrier à destination de l'étranger via l'Espagne. Les plis affranchis avec ces timbres doivent être déposés dans les bureaux ou les boîtes aux lettres de Correos, et doivent correspondre aux tarifs en vigueur en Espagne.
Comme les timbres d'Espagne, les timbres espagnols d'Andorre sont imprimés par la Real Casa de la Moneda(maison royale de la Monnaie). Cela est indiquée sur la marge du timbre sous la forme d'un « M » couronné, des sigles « RCM-FNMT » (Real Casa de la Moneda - Fábrica Nacional de Moneda y Timbre) et l'année d'émission pour les timbres du programme philatélique. La description des couleurs - lorsqu'elle est donnée par le site web de Correos - utilise le nuancier de la société Pantone.
Pour les timbres français émis par La Poste, voir Timbres français d'Andorre 2007.

### Tarifs
Les tarifs sont ceux appliqués au départ de l'Espagne péninsulaire et des îles Baléares (comprendre sans les îles Canaries, Ceuta et Melilla). Voici ceux qui peuvent être réalisés avec un timbre émis en 2007 :
- 0,30 € : lettre normalisée de moins de 20 grammes vers l'ensemble des territoires espagnols.
- 0,58 € : lettre normalisée de moins de 20 grammes vers la zone 1 (Europe).
- 2,43 € : lettre normalisée recommandée de moins de 20 grammes vers l'ensemble des territoires espagnols.
- 2,49 € : lettre urgente (urgente) normalisée de moins de 20 grammes envoyée à l'intérieur de la zone de l'Espagne continentale et des Baléares.

## Légende
Pour chaque timbre, le texte rapporte les informations suivantes :
- date d'émission, valeur faciale et description,
- formes de vente,
- artistes concepteurs et genèse du projet,
- manifestation premier jour,
- date de retrait, tirage et chiffres de vente,

ainsi que les informations utiles pour une émission donnée.

## Janvier

### Armoiries d'Andorre

Les armoiries d'Andorre.

Le 19 janvier, sont émis deux timbres d'usage courant de 0,30 € et 0,58 € au type Armoiries d'Andorre. Les timbres sont monochromes : le 0,30 € est rouge (P-186 dans le nuancier de la société Pantone) et le 0,58 € est gris foncé (P-432).
Les timbres de 2,488 × 2,88 cm sont imprimés en offset en feuille de quatre-vingts unités. La dentelure est de 12 dents ¾ pour 2 centimètres en horizontal et 13¼ en vertical.

## Février

### Patrimoine naturel
Le 12 février, est émis un timbre touristique de 0,30 € dans la série « Patrimoine naturel » (Patrimoni natural). L'illustration reproduit une peinture à l'huile de 1994 : le village d'Encamp et son église Santa Eulàlia en hiver.
Le tableau de Francesc Galobardes est mis en page sur un timbre de 2,8 × 4,09 cm et dentelé 13¾ imprimé en héliogravure.
Le tirage est de 300 000 exemplaires.

## Avril

### Europa: scoutisme
Le 23 avril, dans le cadre de l'émission Europa, est émis un timbre de 0,58 € sur le sujet commun de 2007 : le scoutisme. Le timbre reprend sur fond bleu clair l'affiche des manifestations du centenaire de ce mouvement avec le slogan traduit en catalan : « Un Món, una Promesa » (« un monde, une promesse » d'après l'affiche en français).
Le timbre de 2,88 × 4,09 cm et dentelé 13¾ est imprimé en héliogravure.
Le tirage est de 300 000 exemplaires.

## Mai

### Patrimoine culturel: Famille Jordino, 2005
Le 21 mai, dans la série Patrimoine culturel, est émis un timbre de 2,43 € sur le groupe de sculptures monumentales contemporaines, la Famille Jordino de Rachid Khimoune. Elles sont installées depuis 2005 sur une prairie à Llorts, dans la paroisse d'Ordino.
Les photographies des sculptures sont mises en page sur un timbre de 2,88 × 4,09 cm imprimé en héliogravure en feuille de cinquante exemplaires.
Le tirage est de trois cent mille timbres.

## Juillet

### Coq de bruyère -Tetrao urogallus
Le 4 juillet, est émis un timbre de 2,49 € reproduisant la photographie de profil d'un coq de bruyère (Gall fer en catalan, Tetrao urogallus), dont la sous-espèce aquitanicus vit dans le massif des Pyrénées.
Le timbre de 4,09 × 2,88 cm est imprimé en héliogravure en feuille de cinquante exemplaires dentelés 13¾.
Le tirage est de trois cent mille timbres.

## Septembre

### Casa de la Vall
Le 10 septembre, dans la série Patrimoine culturel (Patrimoni cultural), est émis un timbre de 0,78 € reproduisant une peinture de la Casa de la Vall, bâtiment de la fin du XVIe siècle qui est le siège du Conseil général des Vallées, le parlement de la principauté d'Andorre.
La peinture est une œuvre de Francesc Galobardes, artiste espagnol installé en Andorre depuis 1960. Elle est reproduite sur un timbre de 4,09 × 2,88 cm imprimé en héliogravure en feuille de cinquante exemplaires dentelés 13¾.
Le tirage est de 300 000 timbres.

## Octobre

### Croix-Rouge andorrane,25eanniversaire
Le 15 octobre, est émis un timbre de 0,30 € pour le 25e anniversaire de la Croix-Rouge andorrane (25 aniversari Creu Roja Andorrana). Les actions de la Croix-Rouge sont représentées par de petits personnages sur fond blanc.
Le timbre de 4,09 × 2,88 cm dentelé 13¾ est imprimé en héliogravure en feuille de cinquante.
Le tirage est de 300 000 exemplaires.

## Novembre

### Noël 2007
Le 2 novembre, est émis un timbre de Noël de 0,30 € (Nadal 2007) qui reproduit une peinture originale sur l'adoration d'un berger et d'un agneau. L'animal s'incline devant l'enfant Jésus.
L'illustration est signée Sergi Mas et est mise en page dans un cadre noir sur un timbre de 4,09 × 2,88 cm imprimé en héliogravure en feuille de cinquante exemplaires dentelés 13¾.
Le tirage est de 300 000 timbres.

### Sources
- Émissions espagnoles d'Andorre sur le site de Correos, la poste espagnole.